# Ducado do Palatinado-Sulzbach
O Ducado do Palatinado-Sulzbach (em alemão:  Herzogtum Pfalz-Sulzbach), ou simplesmente Palatinado-Sulzbach (Pfalz-Sulzbach), foi um estado do Sacro Império Romano-Germânico, que existiu em dois momentos diferentes da história: no período de 1559–1604 e num segundo período 1614–1742.
O estado situava-se no Alto Palatinado bávaro, no atual distrito de Amberg-Sulzbach, e não no Palatinado Renano. A sua capital era Sulzbach e era governado por membros da Dinastia de Wittelsbach.

## História
O Palatinado-Sulzbach existiu, enquanto estado autónomo no seio do Sacro-Império, em dois períodos:

### Palatinado-Sulzbach (1559–1604)
Quando o duque Wolfgang, que acumulava o Palatinado-Zweibrücken e o Palatinado-Neuburgo, morre em 1559, os seus estados são partilhado pelos filhos:
- Filipe Luís (1547-1614), fica com o Palatinado-Neuburgo;
- João (1550-1604), morto sem descendência, fica com o Palatinado-Zweibrücken;
- Otão Henrique (1556-1604), fica com o Palatinado-Sulzbach;
- Frederico (1557-1597), morto sem descendência, fica com o Palatinado-Vohenstrauss-Parkstein; e
- Carlos I (1560-1600), fica com o Palatinado-Zweibrücken-Birkenfeld.

Assim, Otão Henrique foi o primeiro soberano do Palatinado-Sulzbach , Quando morre, sem sucessão, o Palatinado-Sulzbach é reintegrado no Palatinado-Neuburgo.

### Palatinado-Sulzbach (1614–1742)
Em 1614, o Palatinado-Sulzbach foi de novo desagregado do Palatinado-Neuburgo, na sequência da morte de Filipe Luís do Palatinado-Neuburgo, para ser entregue ao seu segundo filho Augusto.
O sucessor de Augusto, Cristiano Augusto foi um soberano tolerante que permitiu aos seus súbditos escolherem a religião, introduzindo o simultaneum e permitiu até que, a partir de 1666, os judeus vivessem nos seus domínios. Estabeleceu ainda uma importante indústria tipográfica.
No reinado dos seus sucessores, ficou claro que o Palatinado-Sulzbach voltaria a juntar-se ao Palatinado-Neuburgo desta vez pela falta de herdeiros da linha de Neuburgo. De facto, na sequência da morte de Carlos III Filipe , ocorrida em 1742, o soberano de Sulzbach, Carlos Teodoro, juntou ao seu estado (o Palatinado-Sulzbach) as possessões herdadas do seu primo de Neuburgo: o Eleitorado do Palatino e o ducado do Palatinado-Neuburgo.

## Território
O Palatinado-Sulzbach consistia em dois territórios não contíguos separados pelo Eleitorado da Baviera.  A oeste fazia fronteira com o território da cidade livre de Nuremberga e a leste pelo Reino da Boémia.

## Árvore Genealógica
```
 
(em construção)
```

## Soberanos do Palatinado-Sulzbach

### Título

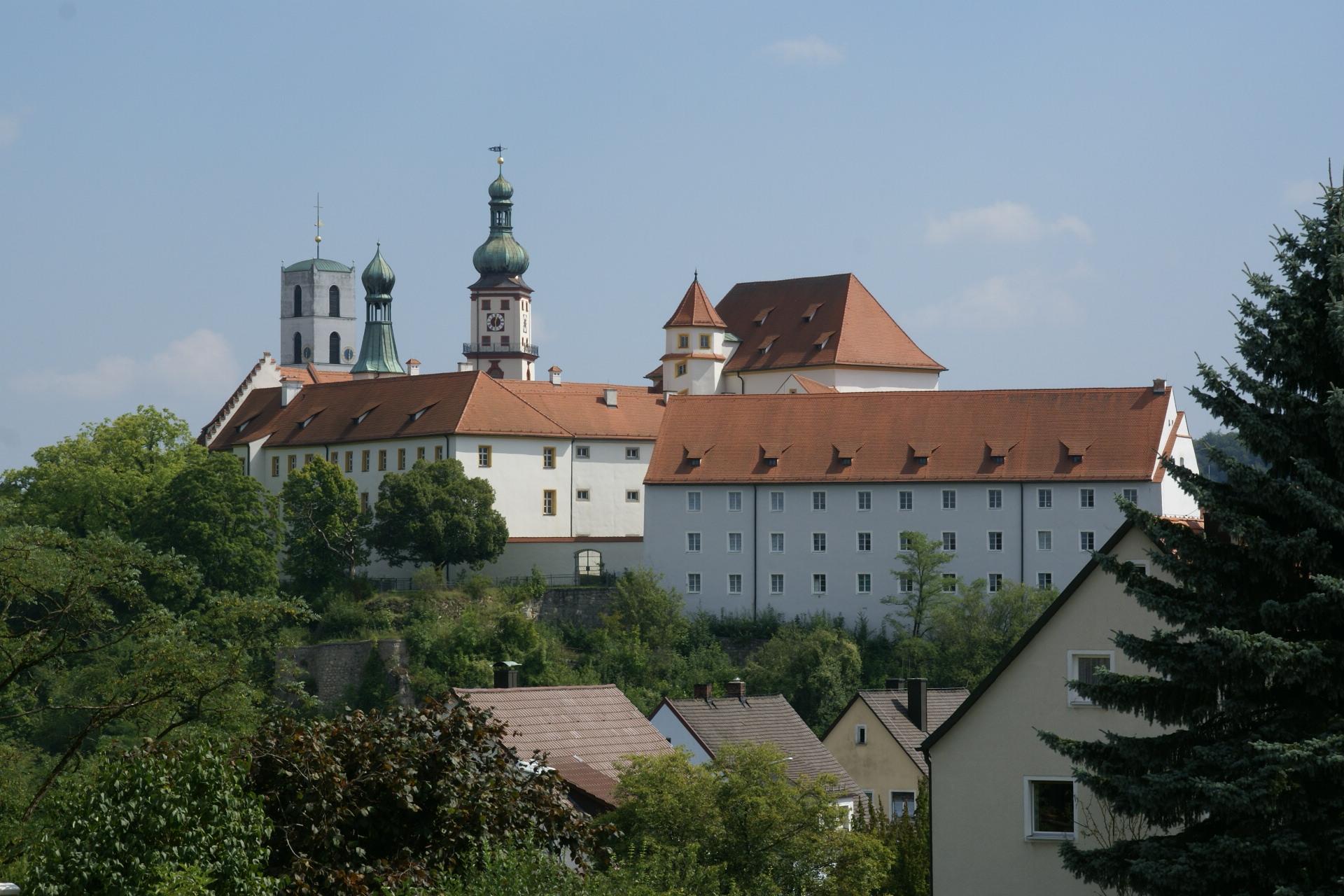
O castelo de Sulzbach, residência dos duques.

O título dos soberanos era Conde palatino no Reno e Duque de Sulzbach (em alemão:  Pfalzgraf bei Rhein und Herzog von Sulzbach). Na sua qualidade de membros de um ramo colateral da família do Príncipe-Eleitor do Palatinado, os soberanos usavam o título Conde Palatino (no Reno).

### Lista de Duques
1º período
- Otão Henrique (II), 1569–1604
  - reintegrado no Palatinado-Neuburgo

2º período
- Augusto, 1614–1632
- Cristiano Augusto, 1632–1708
- Teodoro Eustáquio, 1708–1732
- João Cristiano, 1732–1733
- Carlos Teodoro, 1733 - 1742
  - em 1742 Carlos Teodoro herda o Ducado do Palatinado-Neuburgo, pelo que Sulzbach volta a ser incorporado no património de Neuburgo.

Nota: pela extinção do ramo bávaro dos Wittelsbach, Carlos Teodoro vem a herdar em 1777 o Eleitorado da Baviera.